# Popowa Góra

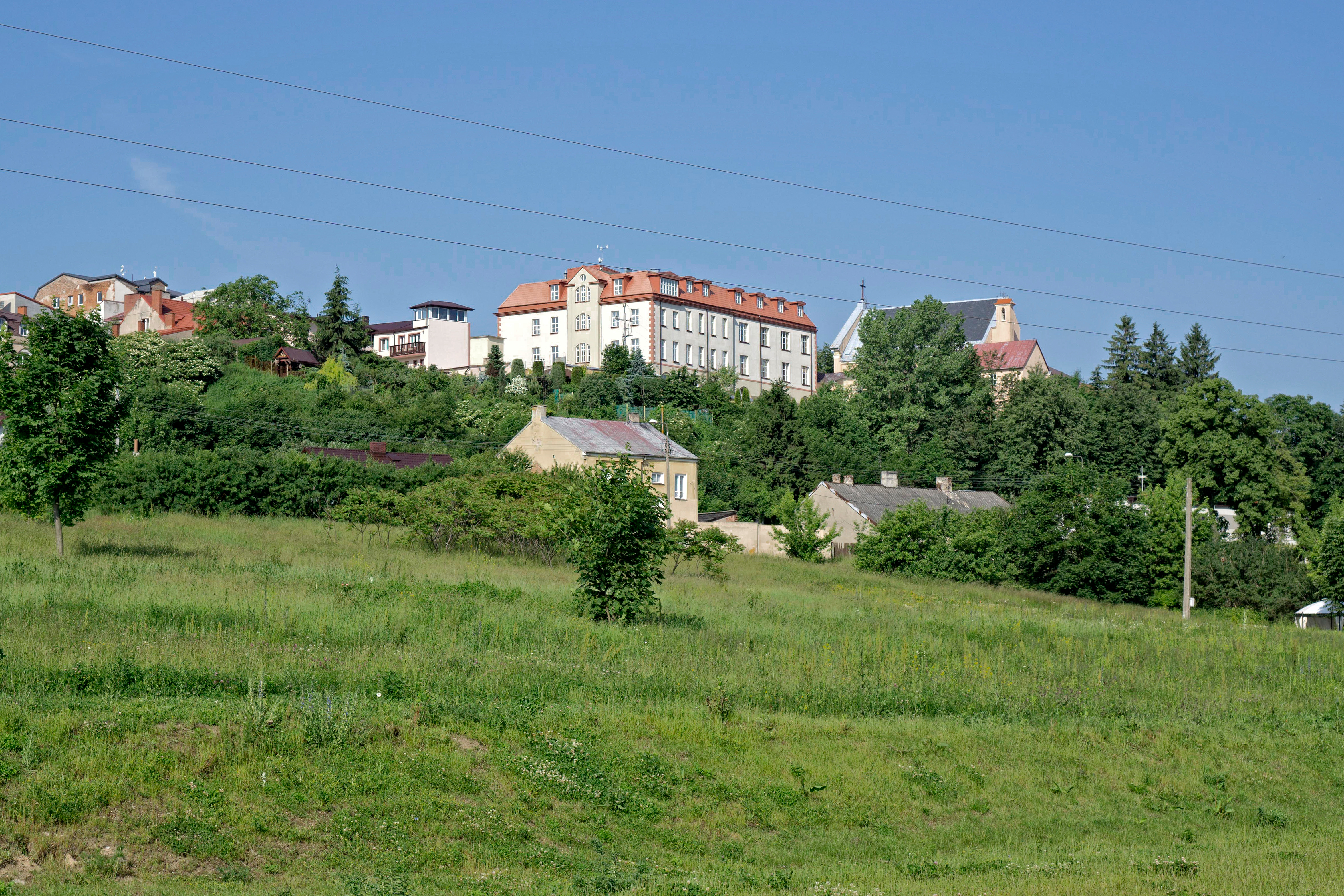
Popowa Góra - widok od strony Narwi

Popowa Góra, zwana też Księżą Górą – wzgórze w Łomży. Osobliwe miejsce pod względem historycznym i religijnym. W 1392 roku wybudowano tu kościół NMP i świętych Rozesłańców, a w 1410 do tego kościoła została przeniesiona parafia ze Starej Łomży. Straciła ona swoje znaczenie po wybudowaniu łomżyńskiej Fary. Kościół NMP i św. Rozesłańców uległ zniszczeniu podczas pożaru miasta w XVI wieku. Pod koniec XVIII wieku Popowa Góra powróciła do łask. W latach 1770–1798 wybudowano tutaj kościół oraz klasztor OO. Kapucynów, który istnieje do dzisiaj. Budowle te charakteryzuje skromny barok toskański.
Pod względem geomorfologicznym Popowa Góra jest częścią moreny czołowej leżącej na lewym brzegu pradoliny Narwi.